# Dactylopisthoides
Dactylopisthoides is een geslacht van spinnen uit de familie hangmatspinnen (Linyphiidae).

## Soorten
De volgende soorten zijn bij het geslacht ingedeeld:
- Dactylopisthoides hyperboreus Eskov, 1990